# آرورا (کنتاکی)
آرورا (انگلیسی: Aurora)، یک محدوده ثبت‌نشده واقع‌در شهرستان مارشال ایالت کنتاکی در ایالات متحده آمریکا است. آرورا در نزدیکی دریاچه کنتاکی و محدودهٔ بین دریاچه‌های منطقه تفریحی ملی واقع شده‌است. در طول تابستان منطقه ای جذاب و از جاذبه‌های گردشگری به‌شمار می‌آید که دارای چندین هتل، اردوگاه، رستوران‌های کوچک و چند فروشگاه است.